# Chirindia langi
Espèce
Chirindia langi est une espèce d'amphisbènes de la famille des Amphisbaenidae.

## Répartition
Cette espèce se rencontre au Zimbabwe, au Mozambique et en Afrique du Sud. 

## Description
Cette espèce de lézard est apode.

## Liste des sous-espèces
Selon The Reptile Database (14 mai 2014) :
- Chirindia langi langi Fitzsimons, 1939
- Chirindia langi occidentalis Jacobsen, 1984

## Étymologie
Cette espèce est nommée en l'honneur de Herbert Lang.

## Publications originales
- Fitzsimons, 1939 : Descriptions of some new species and subspecies of lizards from South Africa. Annals of the Transvaal Museum, vol. 20, no 1, p. 5-16.
- Jacobsen, 1984 : A new subspecies of Chirindia langi (Reptilia: Amphisbaenia) from southern Africa, with notes on the ecology of the species. Annals of the Transvaal Museum, vol. 33, no 26, p. 391-398 (texte intégral).